# Christophe Forey
Christophe Forey (geboren 1960) ist ein französischer Lichtdesigner, der seit 1996 eng mit den Regisseuren Moshe Leiser und Patrice Caurier zusammenarbeitet.

## Leben und Werk
Christophe Forey hat das Licht für zahlreiche Tanz-, Opern- und Schauspielproduktionen entworfen. 

### Zusammenarbeit mit Moshe Leiser und Patrice Caurier
Mit den beiden Regisseuren erarbeitete Forey eine Reihe von Opernproduktionen – unter anderem an der Welsh National Opera in Cardiff (Carmen, Fidelio, Orfeo ed Euridice, Leonore, La traviata, Mazeppa), am Grand Théâtre de Genève (Hamlet, Der Rosenkavalier, Pelléas et Mélisande, Der Ring des Nibelungen, Don Carlos), am Royal Opera House in London  (La Cenerentola, Madama Butterfly, Il turco in Italia, Il barbiere di Siviglia, Hänsel und Gretel, Maria Stuarda), am Opernhaus Zürich (Halevys Clari, Dalbavies Gesualdo, Rossinis Mosè in Egitto und Le comte Ory), bei den Salzburger Festspielen (Giulio Cesare in Egitto und Norma), sowie bei den Bregenzer Festspielen (Detlev Glanerts Solaris) und an der Wiener Staatsoper (Die Zauberflöte).
Außerdem verantwortete er das Licht in Leiser/Caurier-Produktionen, die in mehreren Städten zu sehen waren – wie Die Nase, Die Zauberflöte, Die Liebe zu den drei Orangen, Lucia di Lammermoor und Eugen Onegin. Beispielsweise wurde Rossinis Otello, produziert am Opernhaus Zürich, auch an der Vlaamse Opera, bei den Salzburger Pfingstfestspielen und im Pariser Théâtre des Champs-Élysées gezeigt.

### Zusammenarbeit mit Lucinda Childs
Seit 2002 arbeitet Forey auch mit der US-amerikanischen Choreographin und Regisseurin Lucinda Childs zusammen, beginnend mit Glucks Orfeo ed Euridice an der Scottish Opera, schließlich zwei Strawinski-Opern an der Opéra du Rhin in Strasbourg (Le rossignol und Oedipus Rex) und zwei Tanzproduktionen am selben Haus (mit Musik von Béla Bartók und Max Richter).
Weitere Regisseure, für die Christophe Forey das Licht gestaltet, sind Günter Krämer (Ariadne auf Naxos), Silviu Pucărete (Parsifal an der Scottish Opera), Viesturs Kairišs (Götterdämmerung in Riga), sowie die französischen Schauspielregisseure Bruno Boëglin (Bernard-Marie Koltès’ Roberto Zucco in Paris und auf Tournee) und Jean-Marc Bourg (u. a. Être human von Emmanuel Darley, Cendres sur les mains von Laurent Gaudé, Une phrase pour ma mère von Christian Prigent).
Für den Regisseur Cédric Dorier übernahm Forey im März 2014 die Lichtgestaltung von Koffi Kwahulés Gefängnisdrama Misterioso-119 am Théâtre de Vidy in Lausanne, die im folgenden Monat auch im Grutli Théâtre von Genève gezeigt wurde.
2018 verantwortete er das Licht-Design für die Oper Du Chœur à l'ouvrage beim Festival International d'Art Lyrique d'Aix-en Provence.